# 港鐵全月通
全月通（英文：Monthly Pass）是香港港鐵為推廣乘客使用東鐵綫（紅磡至上水）、屯馬綫、東涌綫及輕鐵而推出的優惠車票，為透過八達通而使用的月票，連接車程更可享正價車費的75折，推廣期延長至2025年6月30日。

## 用途、售價及發售地點
5款全月通是在購買時記錄在八達通上，憑該有記錄的八達通，可以在有效月份無限次往來全月通指定車站及指定接駁服務，售價及詳情如下：
| 全月通                     | 售價   | 指定適用車站及發售地點                                     | 指定接駁服務               |
| -------------------------- | ------ | ---------------------------------------------------------- | -------------------------- |
| 全月通1 上水／烏溪沙－尖東 | HK$510 | 東鐵綫（上水至紅磡各站普通等）及屯馬綫（烏溪沙至尖東各站） | 港鐵接駁巴士               |
| 全月通2 屯門－南昌         | HK$545 | 屯馬綫（屯門至南昌各站）                                   | 輕鐵及港鐵巴士（新界西北） |
| 全月通3 屯門－紅磡         | HK$635 | 屯馬綫（屯門至紅磡各站）                                   | 輕鐵及港鐵巴士（新界西北） |
| 全月通4 東涌－南昌         | HK$430 | 東涌綫（東涌至南昌各站）                                   | 不適用                     |
| 全月通5 東涌－香港         | HK$675 | 東涌綫各站及中環站                                         | 不適用                     |

發售方式
| 發售地點或手機應用程式                                                                                    | 付款方法                                                                      |
| --- | ----------------------------------------------------------------------------- |
| 指定港鐵車站客務中心（非付費區）（顯徑、啟德、宋皇臺及土瓜灣站除外） （只適用該全月通所屬的指定適用車站） | 現金、八達通、Visa、Mastercard、銀聯、Apple Pay、Google Pay、支付寶、微信支付 |
| 顯徑、啟德、宋皇臺及土瓜灣站的售票増值機 （只適用於全月通1（上水／烏溪沙－尖東））                        | 現金（硬幣及紙幣，紙幣面額HK$500或以下）或直接以八達通扣除                    |
| MTR Mobile （適用於各款全月通）                                                                           | 透過八達通App的八達通錢包或直接以八達通扣除                                   |

## 有效期
5款全月通有效期由每月1日至該月最後一日，發售日期通常為前一個月的最後7天至該月的首7天。

## 注意事項

### 一般事項
- 於全月通適用範圍內，因車程不屬於付費車程，乘客不可享有其他港鐵轉乘優惠[10]、港鐵特惠站、即日第二程九折優惠／3%車費回贈優惠／港鐵感謝日、及／或早晨折扣75折優惠[11]。
- 乘客由全月通適用範圍內來往港鐵其他綫路的車站，會以該程全月通適用範圍內之指定轉綫車站[12]往來非指定車站之最低八達通正價車費，再以此計算75折（折扣不適用於機場快綫、東鐵綫頭等額外費，以及往來羅湖站及落馬洲站的車程），若折扣金額尾數少於一角，以四捨五入計算。
- 連接車程75折優惠車費優惠可與其他港鐵轉乘優惠、港鐵特惠站、即日第二程九折優惠／3%車費回贈優惠／港鐵感謝日及早晨折扣65折優惠同時使用，惟會先扣除連接車程75折優惠後，再計算其他優惠。
- 如連接車程75折優惠車費較八達通正價車費為低，則只需繳付較低的車費。
- 如起點站及終點站均為該全月通的非指定車站，須繳付全程八達通正價車費。
- 在同一張八達通內，同時註有同一月份的全月通1（上水／烏溪沙－尖東）及全月通2（屯門－南昌），可於有效月份內無限次乘搭東鐵綫（上水至紅磡各站普通等）[3][4]及屯馬綫各站[5]、輕鐵、港鐵巴士（新界西北）[8]及港鐵接駁巴士[6]。
- 除全月通1（上水／烏溪沙－尖東）及全月通2（屯門－南昌）／全月通2（屯門－紅磡）外，迪士尼綫月票或其他全月通不能同時加註在在同一張八達通內。
- 乘客經香港西九龍站行人通道在九龍站及柯士甸站轉綫，使用全月通會被視作2程車程，情況如下：
  - 全月通1（上水／烏溪沙－尖東）、全月通2（屯門－南昌）及全月通4（東涌－南昌）適用：
    - 乘客由全月通適用範圍車站出發前往九龍站／柯士甸站，再經行人通道前往上述另一個車站再入閘繼續行程非全月通適用範圍車站，則只有首段車程享有連接車程75折優惠；
    - 乘客由非全月通適用範圍車站出發前往九龍站／柯士甸站，再經行人通道前往上述另一個車站再入閘繼續行程全月通適用範圍車站，則只有次段車程享有連接車程75折優惠。

  - 全月通3（屯門－紅磡）及全月通5（東涌－香港）適用：
    - 乘客由全月通適用範圍車站出發前往九龍站／柯士甸站，再經行人通道前往上述另一個車站再入閘繼續行程非全月通適用範圍車站，則只有首段車程享有全月通適用範圍優惠，次段車程會被扣除該段全程八達通正價車費；
    - 乘客由非全月通適用範圍車站出發前往九龍站／柯士甸站，再經行人通道前往上述另一個車站再入閘繼續行程全月通適用範圍車站，則只有次段車程享有全月通適用範圍優惠，首段車程會被扣除該段全程八達通正價車費。
- 乘客不可在「機場快綫旅遊票」中一程或兩程機場快綫單程車程及連續3天無限次乘搭港鐵車程仍然有效期間以該車票來購買全月通，直至用完機場快綫單程車程及連續3天無限次乘搭港鐵車程或有效期過後方可以該車票來購買上述全月通。
- 乘客可於任何港鐵客務中心、自助客務機、售票增值機（設於堅尼地城站、香港大學站、西營盤站、金鐘站（近E出口）、海洋公園站、黃竹坑站、利東站、海怡半島站、黃埔站、何文田站、旺角站、九龍塘站、鑽石山站（屯馬綫大堂）、會展站、紅磡站、土瓜灣站、宋皇臺站、啟德站及顯徑站）或八達通查閱機，查閱該全月通之種類的有效期。
- 持有有效的該款全月通的乘客，如欲於下一月份轉用另一款全月通（以優惠價續購全月通2（屯門－南昌）／全月通3（屯門－紅磡）除外），必須於使用月份內的首7天內購買。
- 香港政府的交通費補貼計劃亦適用於各款全月通。

### 全月通1（上水／烏溪沙－尖東）特別事項
- 使用範圍：東鐵綫上水至紅磡站、屯馬綫烏溪沙至尖東站、港鐵接駁巴士(平日及週六；大埔區)
- 乘客使用東鐵綫頭等服務，但須繳付頭等額外費，費用相當於該程東鐵綫的普通等車費；若該程不涉及東鐵綫，但曾使用已獲「頭等確認」的八達通乘車，其「頭等額外費」則相等於東鐵綫車程的八達通普通等最低車費。
- 乘客如往返羅湖站、落馬洲站或馬場站，會被扣除八達通正價車費（不設連接車程75折優惠）。因此乘客若須往／返羅湖或落馬洲站，可先乘搭東鐵綫往／返上水站，出閘等後數分鐘再入站乘搭往／返羅湖或落馬洲站列車，或可以用另一張八達通即時再入閘；若須往／返馬場站，可乘搭東鐵綫往／返火炭站。
- 乘客乘搭港鐵接駁巴士時，必須於上車時按正常程序於上車時拍卡，惟不會扣除車費；而優惠不適用於星期日及公共假期乘搭K12線。
- 乘客於尖沙咀站／尖東站轉綫時，若起點站為該全月通的適用車站，終點站為該全月通的非指定車站，如在30分鐘內轉綫，會在終點站出閘時扣除連接車程75折優惠車費；若起點站為該全月通的非指定車站，終點站為該全月通的適用車站，如在30分鐘內轉綫，會在終點站出閘時退回尖沙咀站／尖東站轉綫時所扣除的車費，與連接車程75折優惠車費差額。如超過30分鐘轉綫，會被扣除尖沙咀站／尖東站至為該全月通的非指定車站的八達通正價車費（不設連接車程75折優惠）。

### 全月通2（屯門－南昌）特別事項
- 使用範圍：屯馬綫屯門至南昌站、輕鐵全綫、港鐵巴士(新界西北)
- 乘客乘搭輕鐵時，必須按正常程序於登車站的「入站收費器」及於下車站的「出站收費器」確認，惟不會扣除車費及不適用於輕鐵個人八達通積分優惠。
- 乘客乘搭港鐵巴士（新界西北）及指定交通接駁服務時，必須於上車時按正常程序於上車時拍卡，惟不會扣除車費。
- 乘客於尖沙咀站／尖東站轉綫時，若起點站為該全月通的適用車站，終點站為該全月通的非指定車站，如在30分鐘內轉綫，會先在尖沙咀站／尖東站扣除由南昌站至尖沙咀站／尖東站之連接車程75折優惠車費，然後於終點站出閘時扣除連接車程75折優惠之餘下車費；若起點站為該全月通的非指定車站，終點站為該全月通的適用車站，如在30分鐘內轉綫，會在終點站出閘時補回／退回尖沙咀站／尖東站轉綫時所扣除的車費，與起點站至南昌站連接車程75折優惠車費差額。如超過30分鐘轉綫，會被扣除尖沙咀站／尖東站至為該全月通的非指定車站的八達通正價車費（不設連接車程75折優惠），以及南昌站至尖沙咀站／尖東站之連接車程75折優惠車費。
- 全月通2（屯門－南昌）在有效月份生效後，將不可轉換同月的全月通3（屯門－紅磡）。

### 全月通3（屯門－紅磡）特別事項
- 使用範圍：屯馬綫屯門至紅磡站、輕鐵全綫、港鐵巴士(新界西北)
- 乘客乘搭輕鐵時，必須按正常程序於登車站的「入站收費器」及於下車站的「出站收費器」確認，惟不會扣除車費及不適用於輕鐵個人八達通積分優惠。
- 乘客乘搭港鐵巴士（新界西北）及指定交通接駁服務時，必須於上車時按正常程序於上車時拍卡，惟不會扣除車費。
- 乘客於尖沙咀站／尖東站轉綫時，若起點站為該全月通的適用車站，終點站為該全月通的非指定車站，如在30分鐘內轉綫，會在終點站出閘時扣除連接車程75折優惠車費；若起點站為該全月通的非指定車站，終點站為該全月通的適用車站，如在30分鐘內轉綫，會在終點站出閘時退回尖沙咀站／尖東站轉綫時所扣除的車費，與連接車程75折優惠車費差額。如超過30分鐘轉綫，會被扣除尖沙咀站／尖東站至為該全月通的非指定車站的八達通正價車費（不設連接車程75折優惠）。
- 全月通3（屯門－紅磡）在有效月份生效後，將不可轉換同月的全月通2（屯門－南昌）。

### 全月通4（東涌－南昌）特別事項
- 使用範圍：東涌綫東涌至南昌站
- 乘客如往返迪士尼站及該全月通的適用車站（不包括欣澳站），會被扣除由迪士尼站至欣澳站之連接車程75折優惠車費；而往返迪士尼站至該全月通的非指定車站或欣澳站，會被扣除全程八達通正價車費（不設連接車程75折優惠）。
- 乘客於尖沙咀站／尖東站轉綫時，若起點站為該全月通的適用車站，終點站為該全月通的非指定車站，如在30分鐘內轉綫，會先在尖沙咀站／尖東站扣除由南昌站至尖沙咀站／尖東站之連接車程75折優惠車費，然後於終點站出閘時扣除連接車程75折優惠之餘下車費；若起點站為該全月通的非指定車站，終點站為該全月通的適用車站，如在30分鐘內轉綫，會在終點站出閘時補回／退回尖沙咀站／尖東站轉綫時所扣除的車費，與起點站至南昌站連接車程75折優惠車費差額。如超過30分鐘轉綫，會被扣除尖沙咀站／尖東站至為該全月通的非指定車站的八達通正價車費（不設連接車程75折優惠），以及南昌站至尖沙咀站／尖東站之連接車程75折優惠車費。
- 全月通4（東涌－南昌）在有效月份生效後，將不可轉換同月的全月通5（東涌－香港）。

### 全月通5（東涌－香港）特別事項
- 使用範圍：東涌綫全綫及荃灣線、港島線中環站
- 乘客如往返迪士尼站及該全月通的適用車站（不包括欣澳站），會被扣除由迪士尼站至欣澳站之連接車程75折優惠車費；而往返迪士尼站至該全月通的非指定車站或欣澳站，會被扣除全程八達通正價車費（不設連接車程75折優惠）。
- 乘客於尖沙咀站／尖東站轉綫時，若起點站為該全月通的適用車站，終點站為該全月通的非指定車站，如在30分鐘內轉綫，會先在尖沙咀站／尖東站扣除由南昌站至尖沙咀站／尖東站之連接車程75折優惠車費，然後於終點站出閘時扣除連接車程75折優惠之餘下車費；若起點站為該全月通的非指定車站，終點站為該全月通的適用車站，如在30分鐘內轉綫，會在終點站出閘時補回／退回尖沙咀站／尖東站轉綫時所扣除的車費，與起點站至南昌站連接車程75折優惠車費差額。如超過30分鐘轉綫，會被扣除尖沙咀站／尖東站至為該全月通的非指定車站的八達通正價車費（不設連接車程75折優惠），以及南昌站至尖沙咀站／尖東站之連接車程75折優惠車費。
- 全月通5（東涌－香港）在有效月份生效後，將不可轉換同月的全月通4（東涌－南昌）。

## 過往多年的名稱及售價
| 日期（以全月通有效期計算） | 日期（以全月通有效期計算） | 全月通1 上水／烏溪沙－尖東     | 全月通1 上水／烏溪沙－尖東 | 全月通1 上水／烏溪沙－尖東 | 全月通2 屯門－南昌     | 全月通2 屯門－南昌 | 全月通2 屯門－南昌 | 全月通3 屯門－紅磡     | 全月通3 屯門－紅磡 | 全月通3 屯門－紅磡 | 全月通4 東涌－南昌     | 全月通4 東涌－南昌 | 全月通5 東涌－香港     | 全月通5 東涌－香港 |
| 開始                       | 結束                       | 車票名稱                       | 售價                       | 售價                       | 車票名稱               | 售價               | 售價               | 車票名稱               | 售價               | 售價               | 車票名稱               | 售價               | 車票名稱               | 售價               |
| 開始                       | 結束                       | 車票名稱                       | 正常售價                   | 優惠價                     | 車票名稱               | 正常售價           | 優惠價             | 車票名稱               | 正常售價           | 優惠價             | 車票名稱               | 售價               | 車票名稱               | 售價               |
| -------------------------- | -------------------------- | ------------------------------ | -------------------------- | -------------------------- | ---------------------- | ------------------ | ------------------ | ---------------------- | ------------------ | ------------------ | ---------------------- | ------------------ | ---------------------- | ------------------ |
| 2004年8月1日               | 2004年9月30日              | 尚未推出                       | 尚未推出                   | 尚未推出                   | 西鐵全月通             | HK$300             | HK$300             | 尚未推出               | 尚未推出           | 尚未推出           | 尚未推出               | 尚未推出           | 尚未推出               | 尚未推出           |
| 2004年10月1日              | 2005年3月31日              | 尚未推出                       | 尚未推出                   | 尚未推出                   | 西鐵全月通             | HK$400             | HK$300             | 尚未推出               | 尚未推出           | 尚未推出           | 尚未推出               | 尚未推出           | 尚未推出               | 尚未推出           |
| 2005年4月1日               | 2005年4月30日              | 東鐵全月通                     | HK$300                     | HK$300                     | 西鐵全月通             | HK$400             | HK$300             | 尚未推出               | 尚未推出           | 尚未推出           | 尚未推出               | 尚未推出           | 尚未推出               | 尚未推出           |
| 2005年5月1日               | 2007年12月1日              | 東鐵全月通                     | HK$380                     | HK$300                     | 西鐵全月通             | HK$400             | HK$300             | 尚未推出               | 尚未推出           | 尚未推出           | 尚未推出               | 尚未推出           | 尚未推出               | 尚未推出           |
| 2007年12月2日              | 2009年8月15日              | 東鐵綫全月通                   | HK$380                     | HK$300                     | 西鐵綫全月通           | HK$400             | HK$300             | 尚未推出               | 尚未推出           | 尚未推出           | 尚未推出               | 尚未推出           | 尚未推出               | 尚未推出           |
| 2009年8月16日              | 2010年6月30日              | 上水－尖東全月通               | HK$380                     | HK$300                     | 屯門－南昌全月通       | HK$400             | HK$300             | 屯門－紅磡全月通       | HK$470             | HK$370             | 尚未推出               | 尚未推出           | 尚未推出               | 尚未推出           |
| 2010年7月1日               | 2011年6月30日              | 上水－尖東全月通               | HK$390                     | HK$315                     | 屯門－南昌全月通       | HK$410             | HK$315             | 屯門－紅磡全月通       | HK$480             | HK$390             | 尚未推出               | 尚未推出           | 尚未推出               | 尚未推出           |
| 2011年7月1日               | 2012年6月30日              | 上水－尖東全月通               | HK$400                     | HK$330                     | 屯門－南昌全月通       | HK$420             | HK$330             | 屯門－紅磡全月通       | HK$490             | HK$410             | 尚未推出               | 尚未推出           | 尚未推出               | 尚未推出           |
| 2012年7月1日               | 2012年9月30日              | 上水－尖東全月通               | HK$420                     | HK$345                     | 屯門－南昌全月通       | HK$440             | HK$345             | 屯門－紅磡全月通       | HK$515             | HK$430             | 尚未推出               | 尚未推出           | 尚未推出               | 尚未推出           |
| 2012年10月1日              | 2013年6月30日              | 上水－尖東全月通               | HK$420                     | HK$345                     | 屯門－南昌全月通       | HK$440             | HK$345             | 屯門－紅磡全月通       | HK$515             | HK$430             | 尚未推出               | 尚未推出           | 東涌－香港全月通       | HK$550             |
| 2013年7月1日               | 2014年6月30日              | 上水－尖東全月通加強版         | HK$430                     | HK$355                     | 屯門－南昌全月通加強版 | HK$450             | HK$355             | 屯門－紅磡全月通加強版 | HK$530             | HK$440             | 東涌－南昌全月通加強版 | HK$360             | 東涌－香港全月通加強版 | HK$565             |
| 2014年7月1日               | 2015年6月30日              | 上水－尖東全月通加強版         | HK$445                     | HK$365                     | 屯門－南昌全月通加強版 | HK$465             | HK$365             | 屯門－紅磡全月通加強版 | HK$545             | HK$455             | 東涌－南昌全月通加強版 | HK$370             | 東涌－香港全月通加強版 | HK$580             |
| 2015年7月1日               | 2016年6月30日              | 上水－尖東全月通加強版         | HK$465                     | HK$380                     | 屯門－南昌全月通加強版 | HK$485             | HK$380             | 屯門－紅磡全月通加強版 | HK$570             | HK$475             | 東涌－南昌全月通加強版 | HK$385             | 東涌－香港全月通加強版 | HK$605             |
| 2016年7月1日               | 2018年11月17日             | 上水－尖東全月通加強版         | HK$475                     | HK$390                     | 屯門－南昌全月通加強版 | HK$500             | HK$390             | 屯門－紅磡全月通加強版 | HK$585             | HK$490             | 東涌－南昌全月通加強版 | HK$395             | 東涌－香港全月通加強版 | HK$620             |
| 2018年11月18日             | 2018年12月31日             | 上水／烏溪沙－尖東全月通加強版 | HK$475                     | HK$390                     | 屯門－南昌全月通加強版 | HK$500             | HK$390             | 屯門－紅磡全月通加強版 | HK$585             | HK$490             | 東涌－南昌全月通加強版 | HK$395             | 東涌－香港全月通加強版 | HK$620             |
| 2019年1月1日               | 2020年6月30日              | 上水／烏溪沙－尖東全月通加強版 | HK$485                     | HK$400                     | 屯門－南昌全月通加強版 | HK$515             | HK$400             | 屯門－紅磡全月通加強版 | HK$600             | HK$505             | 東涌－南昌全月通加強版 | HK$405             | 東涌－香港全月通加強版 | HK$635             |
| 2020年7月1日               | 2021年6月30日              | 上水／烏溪沙－尖東全月通加強版 | HK$385                     | HK$300                     | 屯門－南昌全月通加強版 | HK$415             | HK$300             | 屯門－紅磡全月通加強版 | HK$500             | HK$405             | 東涌－南昌全月通加強版 | HK$305             | 東涌－香港全月通加強版 | HK$535             |
| 2021年7月1日               | 2021年12月31日             | 上水／烏溪沙－尖東全月通加強版 | HK$435                     | HK$350                     | 屯門－南昌全月通加強版 | HK$465             | HK$350             | 屯門－紅磡全月通加強版 | HK$550             | HK$455             | 東涌－南昌全月通加強版 | HK$355             | 東涌－香港全月通加強版 | HK$585             |
| 2022年1月1日               | 2023年6月30日              | 上水／烏溪沙－尖東全月通加強版 | HK$485                     | HK$400                     | 屯門－南昌全月通加強版 | HK$515             | HK$400             | 屯門－紅磡全月通加強版 | HK$600             | HK$505             | 東涌－南昌全月通加強版 | HK$405             | 東涌－香港全月通加強版 | HK$635             |
| 2023年7月1日               | 2024年6月30日              | 全月通1 上水／烏溪沙－尖東     | HK$495                     | HK$410                     | 全月通2 屯門－南昌     | HK$525             | HK$410             | 全月通3 屯門－紅磡     | HK$615             | HK$515             | 全月通4 東涌－南昌     | HK$415             | 全月通5 東涌－香港     | HK$650             |
| 2024年7月1日               | 2024年9月30日              | 全月通1 上水／烏溪沙－尖東     | HK$460                     | HK$375                     | 全月通2 屯門－南昌     | HK$495             | HK$375             | 全月通3 屯門－紅磡     | HK$585             | HK$485             | 全月通4 東涌－南昌     | HK$380             | 全月通5 東涌－香港     | HK$625             |
| 2024年10月1日              | 另行通知                   | 全月通1 上水／烏溪沙－尖東     | HK$510                     | HK$425                     | 全月通2 屯門－南昌     | HK$545             | HK$425             | 全月通3 屯門－紅磡     | HK$635             | HK$535             | 全月通4 東涌－南昌     | HK$430             | 全月通5 東涌－香港     | HK$675             |

## 歷史
2003年
- 4月：九廣鐵路推出東鐵（翌年12月擴展至馬鐵）第二程折扣（八折）優惠。
- 8月1日：九廣鐵路宣佈於同年12月20日通車的西鐵全線票價九折及首年往返市區及新界車程額外九折。
- 同年8月、2004年9月及2005年3月：九廣東鐵第二程折扣優惠其後曾三度延長。九鐵認為，第二程折扣優惠只能提供即日的車程優惠，限制較大。

2004年
- 7月14日：九廣鐵路推出「西鐵全月通」（West Rail One-Month Pass），首次使用月份為同年8月。持有人可在一個月內（該月1日至月底）無限次乘搭西鐵、輕鐵、新界西北的九鐵巴士、K16巴士及新界區專線小巴95K線，當時以優惠價HK$300推廣。西鐵全月通推出初期為一張磁帶車票，車票印有級別、適用範圍、有效日期及票價識別。此舉是為了增加西鐵客量，因為西鐵自通車以來，當時每天的乘客量長期未能達到20萬這個預期目標，由於此票受不少乘客歡迎，九鐵多次延長推廣期。
- 8月22日：「西鐵全月通」新增免費轉乘新巴701線及新巴702線（使用八達通免費轉乘亦於當日起實施）。
- 9月24日：由當日起購買「西鐵全月通」的乘客須以原價HK$400購買。HK$300「西鐵全月通」持有人到西鐵票務處交回上月之HK$300「西鐵全月通」車票，可以繼續以優惠價HK$300購買下個月之「西鐵全月通」。[13]
- 12月20日：九廣西鐵往返市區及新界車程額外九折優惠當日起結束，全線票價九折及「西鐵全月通」售價及優惠安排則維持不變。

2005年
- 2月1日：「西鐵全月通」新增免費轉乘九龍區專線小巴81K線（使用八達通免費轉乘亦於當日起實施）。
- 3月21日：九廣鐵路推出「東鐵全月通」（East Rail One-Month Pass），首次使用月份為同年4月。八達通持有人可在一個月內（該月1日至月底）無限次乘搭東鐵[4]（普通等）及馬鐵，亦可免費乘搭九鐵接駁巴士[6]。當時以優惠價HK$300推廣。此舉是為了加強優惠的彈性及改善財政收入，並於同年6月1日起取代東鐵第二程折扣優惠。
- 4月24日：由當日起購買「東鐵全月通」的乘客須以原價HK$380購買。「東鐵全月通」持有人到東鐵[4]及馬鐵票務處出示同一張八達通及續購優惠卡，可以繼續以優惠價HK$300購買下個月之「東鐵全月通」。
- 6月24日：由當日起購買或續購「西鐵全月通」改用八達通來儲存月票資料，首次使用月份為同年7月。HK$300的「西鐵全月通」持有人須交回上月之HK$300「西鐵全月通」車票及出示八達通，隨後只需出示同一張八達通，可以繼續以優惠價HK$300購買下個月之「西鐵全月通」；HK$300「西鐵全月通」持有人可於續購後即時使用，而HK$400「西鐵全月通」持有人則須於同年7月1日起使用。乘客乘搭輕鐵時，必須按正常程序於登車站的「入站收費器」及於下車站的「出站收費器」確認，惟不會扣除車費及不適用於輕鐵個人八達通積分優惠；乘客乘搭新界西北的九鐵巴士及K16巴士時，必須於上車時按正常程序於上車時拍卡，惟不會扣除車費；乘客乘搭九龍區專線小巴81K線及新界區專線小巴95K線時，必須於上車時同時出示該八達通及登車證予司機查核。
- 7月21日：因應當日早上一列西鐵列車在八鄉車廠內撞向前方另一列車的車尾，令2部列車的車嘴部分受損（今已修復）；為補償該次列車服務影響引起不便，九廣鐵路公司決定於同年8月4日早上10:30前免費乘搭西鐵，購買同年9月份「西鐵全月通」減收HK$10。
- 8月1日：「西鐵全月通」新增免費轉乘新界區專線小巴87K線（使用八達通免費轉乘已於同年6月5日起實施）；同日起乘搭專線小巴81K、87K及95K時，必須按正常程序於上車時拍卡，惟不會扣除車費。
- 9月24日：由當日起購買或續購的HK$300「東鐵全月通」持有人，出示同一張八達通及交回續購優惠卡，隨後只需出示同一張八達通，可以繼續以優惠價HK$300購買下個月之「東鐵全月通」。
- 10月1日：「東鐵全月通」新增免費轉乘新巴701線（使用八達通及「西鐵全月通」免費轉乘已於2004年8月22日起實施）。
- 12月16日：九廣鐵路推出「馬鐵全月通」，首個適用月份為2006年1月。此舉是為了增加馬鐵客量，是次月票計劃乃試驗性質，為期六個月的優惠推廣項目。
- 12月19日：「西鐵全月通」新增免費轉乘新界區專線小巴86線（使用八達通免費轉乘亦於當日起實施）。

2006年
- 6月5日，因吸引了東鐵乘客來往車公廟站再繼續原行程而未能達致收支平衡，九鐵宣布「馬鐵全月通」停止發售，最後一個適用月份為該年6月。九鐵發言人指「馬鐵全月通」推出後首4個月，只能額外吸引約2,000名乘客，是原定目標的一半，平均每月虧損HK$600,000，若計劃繼續，必須由其他九鐵乘客補貼。[14]
- 7月1日：「西鐵全月通」的新界區專線小巴86線轉乘優惠取消。

2007年
- 2月14日，因應當日西鐵一列列車於上午繁忙時間在錦上路站至荃灣西站之間的大欖隧道內因第6卡的車頂的變壓器漏油，在高溫下著火燃燒，導致西鐵列車受阻約3小時。期間乘客需要在隧道步行20分鐘至荃灣西站；為補償該次列車服務影響引起不便，九廣鐵路公司決定於同年2月21日早上9時至下午1時讓市民免費乘搭西鐵，購買同年3月份「西鐵全月通」減收HK$10。
- 12月2日：為配合兩鐵合併，「東鐵全月通」及「西鐵全月通」分別更改名稱為「東鐵綫全月通」（East Rail Line Monthly Pass）及「西鐵綫全月通」（West Rail Line Monthly Pass），而售價、發售地點及使用範圍等維持不變，惟新巴701線及新巴702線的轉乘優惠取消。

2008年
- 3月1日：「西鐵綫全月通」的新界區專線小巴87K線轉乘優惠取消。
- 9月28日：為配合九龍塘站、美孚站及南昌站轉綫閘機陸續被拆除，「東鐵綫全月通」及「西鐵綫全月通」的使用條款有少量修改，乘客由該全月通適用範圍內來往港鐵其他綫路的車站，會在出閘時以該程全月通適用範圍內之指定轉綫車站往來非指定車站之最低八達通正價車費計算。
- 同年起2012年5月：在兩鐵合併後，有不少東涌居民力爭東涌綫月票。

2009年
- 8月16日：為配合九龍南綫啟用，「東鐵綫全月通」及「西鐵綫全月通」分別更改名稱為「上水－尖東全月通」（Sheung Shui - East Tsim Sha Tsui Monthly Pass）及「屯門－南昌全月通」（Tuen Mun - Nam Cheong Monthly Pass），而售價、發售地點及使用範圍等維持不變，惟港鐵接駁巴士K16線的轉乘優惠取消。另外，港鐵推出「屯門－紅磡全月通」（Tuen Mun - Hung Hom Monthly Pass），首次使用月份為同年8月16日至9月。持有人可在一個月內（該月1日至月底）無限次乘搭西鐵綫全綫、輕鐵及新界西北的九鐵巴士，售價為HK$470，原有HK$300的「西鐵綫全月通」持有人可以HK$370購買「屯門－紅磡全月通」。「屯門－紅磡全月通」推出初期為一張磁帶車票。持有同年8月份的「西鐵綫全月通」可以在同年8月16日至9月7日轉換為該全月通，其他乘客則可於同年8月25日起發售。此舉是為了推廣西鐵綫及九龍南綫服務。
- 11月24日：由當日起購買或續購「屯門－紅磡全月通」改用八達通來儲存月票資料，同時新增免費轉乘九龍區專線小巴81K線及新界區專線小巴95K線，首次使用月份為同年12月。HK$370的「屯門－紅磡全月通」持有人須交回上月之HK$370「屯門－紅磡全月通」車票及出示八達通，或HK$300的「屯門－南昌全月通」持有人只需出示同一張八達通，隨後只需出示同一張八達通，可以繼續以優惠價HK$300購買下個月之「屯門－南昌全月通」或HK$370購買下個月之「屯門－紅磡全月通」；HK$370「屯門－紅磡全月通」持有人可於續購後即時使用，而HK$470「屯門－紅磡全月通」持有人則須於同年12月1日起使用。乘客乘搭輕鐵時，必須按正常程序於登車站的「入站收費器」及於下車站的「出站收費器」確認，惟不會扣除車費及不適用於輕鐵個人八達通積分優惠；乘客乘搭港鐵巴士（新界西北）、九龍區專線小巴81K線及新界區專線小巴95K線時，必須於上車時按正常程序於上車時拍卡，惟不會扣除車費。

2010年
- 6月24日：由當日起購買或續購「全月通」調整售價，詳情如下：

| 全月通     | 原價          | 優惠價        |
| ---------- | ------------- | ------------- |
| 上水－尖東 | HK$380→HK$390 | HK$300→HK$315 |
| 屯門－南昌 | HK$400→HK$410 | HK$300→HK$315 |
| 屯門－紅磡 | HK$470→HK$480 | HK$370→HK$390 |

凡購買或續購2010年7月至8月的全月通，可獲HK$20超級市場現金劵一張。
- 7月9日：持成人八達通，在一小時內從港鐵轉乘新大嶼山巴士37/37P 綫（逸東邨—映灣園）、38/38P 及N38綫（逸東邨—東涌站），或從該等巴士路綫轉乘港鐵，轉乘優惠由HK$1提高至HK$1.5，優惠期至2010年1月8日止。

2011年
- 6月24日：由當日起購買或續購「全月通」調整售價，詳情如下：

| 全月通     | 原價          | 優惠價        |
| ---------- | ------------- | ------------- |
| 上水－尖東 | HK$390→HK$400 | HK$315→HK$330 |
| 屯門－南昌 | HK$410→HK$420 | HK$315→HK$330 |
| 屯門－紅磡 | HK$480→HK$490 | HK$390→HK$410 |

- 7月1日：持成人八達通，在一小時內從港鐵轉乘新大嶼山巴士37/37P 綫（逸東邨—映灣園）、38/38P 及N38綫（逸東邨—東涌站），或從該等巴士路綫轉乘港鐵，轉乘優惠由HK$1提高至HK$1.5，優惠期至2012年1月1日止。
- 7月10日：因應九龍區專線小巴81K線調整收費，全程收費由HK$3調整至$3.3，而八達通轉乘優惠維持HK$3不變，「屯門－南昌全月通」及「屯門－紅磡全月通」仍可免費轉乘該路線，直至另行通知。

2012年
- 1月15日：因應新界區專線小巴95K線調整收費，全程收費由HK$2.8調整至$3.1，而八達通轉乘優惠維持HK$2.8不變，「屯門－南昌全月通」及「屯門－紅磡全月通」仍可免費轉乘該路線，直至另行通知。
- 3月25日：「屯門－南昌全月通」及「屯門－紅磡全月通」的九龍區專線小巴81K線轉乘優惠取消（原有八達通轉乘優惠仍然繼續）。
- 5月25日至2013年4月：在2012年6月港鐵加價公佈推出「東涌－香港全月通」後，有東涌居民力爭東涌綫短途月票。
- 6月24日：由當日起購買或續購「全月通」調整售價，詳情如下：

| 全月通     | 原價          | 優惠價        |
| ---------- | ------------- | ------------- |
| 上水－尖東 | HK$400→HK$420 | HK$330→HK$345 |
| 屯門－南昌 | HK$420→HK$440 | HK$330→HK$345 |
| 屯門－紅磡 | HK$490→HK$515 | HK$410→HK$430 |

凡購買或續購2012年7月至12月的全月通，可獲HK$20港鐵站商店購物現金券一張。
- 7月1日：持成人八達通，在一小時內從港鐵轉乘新大嶼山巴士37/37P 綫（逸東邨—映灣園）、38/38P 及N38綫（逸東邨—東涌站），或從該等巴士路綫轉乘港鐵，轉乘優惠由HK$1提高至HK$1.5，優惠期至同年9月30日止。
- 9月22日：港鐵推出「東涌－香港全月通」（Tung Chung - Hong Kong Monthly Pass），首次使用月份為同年10月。八達通持有人可在一個月內（該月1日至月底）無限次乘搭東涌綫各站[9]及中環站。售價為HK$550，並取代新大嶼山巴士的HK$1.5轉乘優惠。凡購買或續購2012年10月至2013年3月的全月通，可獲HK$20港鐵站商店購物現金券一張。

2013年
- 6月30日：使用「上水－尖東全月通」、「屯門－南昌全月通」、「屯門－紅磡全月通」或「東涌－香港全月通」的乘客，除可享有現時全月通的優惠，乘客往來全月通指定車站以外的車程，亦可享有連接車程75折優惠（有關優惠不適用於機場快綫、東鐵綫頭等、及來往羅湖站及落馬洲站的車程，該折扣同時不適用於使用「上水－尖東全月通加強版」往來馬場站的車程）；但售價將會在同年6月24日起購買或續購時調整，詳情如下：

| 全月通加強版 | 原價          | 優惠價        |
| ------------ | ------------- | ------------- |
| 上水－尖東   | HK$420→HK$430 | HK$345→HK$355 |
| 屯門－南昌   | HK$440→HK$450 | HK$345→HK$355 |
| 屯門－紅磡   | HK$515→HK$530 | HK$430→HK$440 |
| 東涌－香港   | HK$550→HK$565 | —             |

同日起推出「東涌－南昌全月通加強版」（Tung Chung - Hong Kong Monthly Pass Extra），首次使用月份為同年7月。八達通持有人可在一個月內（該月1日至月底）無限次乘搭東涌綫（東涌至南昌站各站）。售價為HK$360。
2014年
- 1月26日：因應新界區專線小巴95K線調整收費，全程收費由HK$3.1調整至$3.4，而八達通轉乘優惠維持HK$2.8不變，「屯門－南昌全月通加強版」及「屯門－紅磡全月通加強版」仍可免費轉乘該路線，直至另行通知。
- 6月24日：由當日起購買或續購「全月通加強版」調整售價，詳情如下：

| 全月通加強版 | 原價          | 優惠價        |
| ------------ | ------------- | ------------- |
| 上水－尖東   | HK$430→HK$445 | HK$355→HK$365 |
| 屯門－南昌   | HK$450→HK$465 | HK$355→HK$365 |
| 屯門－紅磡   | HK$530→HK$545 | HK$440→HK$455 |
| 東涌－南昌   | HK$360→HK$370 | —             |
| 東涌－香港   | HK$565→HK$580 | —             |

為配合在2015年1月21日宣佈提供的新春優惠，凡購買或續購2015年2月的全月通，可獲HK$10港鐵站商店現金劵一張。
- 10月6日：港鐵與九龍巴士試驗合作推出計劃予指定全月通乘客，推廣期至2015年5月29日止（經多次延長至2018年5月31日止）詳情如下：

| 全月通加強版          | 可免費乘搭的 指定九巴路綫 星期六、日及公共假期除外 |
| 上水－尖東            | 270P、271P                                         |
| 屯門－南昌 屯門－紅磡 | 252B、260B、261B、267S                             |

2015年
- 6月24日：由當日起購買或續購「全月通加強版」調整售價，詳情如下：

| 全月通加強版 | 原價          | 優惠價        |
| ------------ | ------------- | ------------- |
| 上水－尖東   | HK$445→HK$465 | HK$365→HK$380 |
| 屯門－南昌   | HK$465→HK$485 | HK$365→HK$380 |
| 屯門－紅磡   | HK$545→HK$570 | HK$455→HK$475 |
| 東涌－南昌   | HK$370→HK$385 | —             |
| 東涌－香港   | HK$580→HK$605 | —             |

凡購買或續購2015年7月至8月的全月通，可獲HK$50港鐵站商店購物現金券一張。另外為配合在「港鐵節折賞」優惠，凡購買或續購2015年12月、2016年2月及3月的全月通加強版，可獲HK$10港鐵站商店現金劵一張。
- 11月15日：因應新界區專線小巴95K線調整收費，全程收費由HK$3.4調整至$3.7，而八達通轉乘優惠維持HK$2.8不變，「屯門－南昌全月通加強版」及「屯門－紅磡全月通加強版」仍可免費轉乘該路線，直至另行通知。

2016年
- 6月24日：由當日起購買或續購「全月通加強版」調整售價，詳情如下：

| 全月通加強版 | 原價          | 優惠價        |
| ------------ | ------------- | ------------- |
| 上水－尖東   | HK$465→HK$475 | HK$380→HK$390 |
| 屯門－南昌   | HK$485→HK$500 | HK$380→HK$390 |
| 屯門－紅磡   | HK$570→HK$585 | HK$475→HK$490 |
| 東涌－南昌   | HK$385→HK$395 | —             |
| 東涌－香港   | HK$605→HK$620 | —             |

凡購買或續購2016年7月至8月的全月通，可獲HK$50港鐵站商店購物現金券一張。
- 10月31日：因應九龍巴士267S線停止服務，因此「屯門－南昌全月通加強版」及「屯門－紅磡全月通加強版」的指定九巴晨早路線由4條修訂至3條。[29]

2018年
- 6月1日：港鐵與九龍巴士試驗合作推出計劃予指定全月通乘客之推廣期結束。
- 11月18日：「上水－尖東全月通加強版」由當日起改名為「上水／烏溪沙－尖東全月通加強版」，而發售地點及使用範圍等維持不變；新名會陸續在所有附設八達通查閱功能的設施上更新，將於2018年底完成更新。
- 12月25日：由當日起購買或續購「全月通加強版」調整售價，詳情如下：

| 全月通加強版       | 原價          | 優惠價        |
| ------------------ | ------------- | ------------- |
| 上水／烏溪沙－尖東 | HK$475→HK$485 | HK$390→HK$400 |
| 屯門－南昌         | HK$500→HK$515 | HK$390→HK$400 |
| 屯門－紅磡         | HK$585→HK$600 | HK$490→HK$505 |
| 東涌－南昌         | HK$395→HK$405 | —             |
| 東涌－香港         | HK$620→HK$635 | —             |

2019年
- 7月21日：因應新界區專線小巴95K線調整收費，全程收費由HK$3.7調整至$4.0，而八達通轉乘優惠維持HK$2.8不變，「屯門－南昌全月通加強版」及「屯門－紅磡全月通加強版」仍可免費轉乘該路線，直至另行通知。
- 10月25日：因社會事件導致列車服務間歇暫停，在10月5日全綫服務更在不得已的情況下被迫暫停。為了方便乘客，持有同年10月份「全月通加強版」的顧客於當日起至11月7日期間，續購11月份「全月通加強版」時，將獲發HK$100現金購物劵（2張港鐵車站商店HK$50購物現金劵）。若10月份全月通加強版的持有人決定不購買同年11月份的「全月通加強版」，可於11月8日至22日期間，前往港鐵客務中心登記，經核實後，乘客同樣可取得HK$100現金購物劵（2張港鐵車站商店HK$50購物現金劵）。
- 11月24日：因社會事件導致列車服務間歇暫停，為了方便乘客，持有同年11月份「全月通加強版」的顧客於當日起至12月7日期間，續購12月份「全月通加強版」時，將獲發HK$100現金購物劵（2張港鐵車站商店HK$50購物現金劵）。若11月份全月通加強版的持有人決定不購買同年12月份的「全月通加強版」，可於12月8日至22日期間，前往港鐵客務中心登記，經核實後，乘客同樣可取得HK$100現金購物劵（2張港鐵車站商店HK$50購物現金劵）。

2020年
- 2月14日：為配合屯馬綫一期啟用，「上水／烏溪沙－尖東全月通加強版」發售點及適用車站擴展至屯馬綫一期的顯徑至啟德站，而售價則維持不變。此舉是為了推廣屯馬綫一期（包括原馬鞍山綫路段）服務。
- 2月20日及3月26日：因應2019冠狀病毒病疫情，「全月通加強版」兩度延遲調整售價共8個月，直至同年12月25日（購買或續購日起計）才調整售價。
- 5月25日：由當日起購買或續購「全月通加強版」可透過「MTR Mobile」手機應用程式內，選擇所使用之合適「全月通加強版」，再經「八達通App」內的「O!ePay」或直接以八達通扣除以購買或續購。
- 6月24日：因應2019冠狀病毒病疫情，由當日起購買或續購「全月通加強版」售價一律可節省HK$100，為期6個月，詳情如下：

| 全月通加強版       | 原價          | 優惠價        |
| ------------------ | ------------- | ------------- |
| 上水／烏溪沙－尖東 | HK$485→HK$385 | HK$400→HK$300 |
| 屯門－南昌         | HK$515→HK$415 | HK$400→HK$300 |
| 屯門－紅磡         | HK$600→HK$500 | HK$505→HK$405 |
| 東涌－南昌         | HK$405→HK$305 | —             |
| 東涌－香港         | HK$635→HK$535 | —             |

- 8月25日：因應本年7月上旬2019冠狀病毒病疫情本地確診個案回升，引致部份企業暫停開工或在家工作。為了方便乘客，持有同年8月份「全月通加強版」的顧客於當日起至9月7日期間，續購9月份「全月通加強版」時，將獲發HK$50現金購物劵。若8月份全月通加強版的持有人決定不購買同年9月份的「全月通加強版」，可於9月8日至22日期間，前往港鐵客務中心登記，經核實後，乘客同樣可取得HK$50現金購物劵。
- 11月25日：因應2019冠狀病毒病疫情，「全月通加強版」售價一律可節省HK$100，以及延遲調整售價多6個月，直至翌年6月24日（購買或續購日起計）才調整售價。

2021年
- 6月24日：由當日起購買或續購「全月通加強版」售價可節省金額，由HK$100調整至HK$50，為期6個月，詳情如下：

| 全月通加強版       | 原價          | 優惠價        |
| ------------------ | ------------- | ------------- |
| 上水／烏溪沙－尖東 | HK$385→HK$435 | HK$300→HK$350 |
| 屯門－南昌         | HK$415→HK$465 | HK$300→HK$350 |
| 屯門－紅磡         | HK$500→HK$550 | HK$405→HK$455 |
| 東涌－南昌         | HK$305→HK$355 | —             |
| 東涌－香港         | HK$535→HK$585 | —             |

- 6月27日：為配合屯馬綫全綫啟用，「上水／烏溪沙－尖東全月通加強版」發售點及適用車站擴展至屯馬綫的宋皇臺至何文田站，而售價則維持不變。此舉是為了推廣屯馬綫烏溪沙至尖東（包括新建之路段）服務。
- 9月25日：因應港鐵巴士K52A綫開辦，全程收費（即往來曾咀）為原有港鐵巴士路線之2倍，「屯門－南昌全月通加強版」及「屯門－紅磡全月通加強版」仍可免費轉乘該路線全程，來往曾咀的乘客程序如下：
  - 往曾咀方向，於上車時按正常程序於上車時拍卡，當抵達曾咀總站後，落車時須再拍一次設於巴士站的收費器，惟兩次拍卡時皆不會扣除車費；
  - 於曾咀登車往屯門站方向，則須在上車前先拍一次設於巴士站的收費器，然後再拍一次巴士上的收費器，惟兩次拍卡時皆不會扣除車費。
- 12月25日：由當日起購買或續購「全月通加強版」回復正常售價，惟售價維持不變。

2022年
- 2月22日：因應本年1月上旬2019冠狀病毒病疫情本地確診個案回升，引致部份企業暫停開工或在家工作。為了方便乘客，持有同年2月份「全月通加強版」的顧客於當日起至3月7日期間，續購3月份「全月通加強版」時，將獲發HK$50現金購物劵。若2月份全月通加強版的持有人決定不購買同年3月份的「全月通加強版」，可於3月8日至22日期間，前往港鐵客務中心登記，經核實後，乘客同樣可取得HK$50現金購物劵。
- 5月15日：為配合東鐵綫過海段啟用，各款「全月通加強版」安排、售價、發售地點及使用範圍等維持不變，惟東鐵綫過海段（紅磡至金鐘）因已被納入港鐵都會票的適用範圍而未被納入全月通（不包括編錄有同一月份的「上水／烏溪沙－尖東全月通加強版」及「屯門—南昌全月通加強版」的八達通）。
- 10月16日：因應新界區專線小巴95K線調整收費，全程收費由HK$4.0調整至$4.3，而八達通轉乘優惠維持HK$2.8不變，「屯門－南昌全月通加強版」及「屯門－紅磡全月通加強版」仍可免費轉乘該路線，直至另行通知。

2023年
- 6月24日：由當日起「全月通加強版」改名為「全月通」，同日起購買或續購「全月通」調整售價，詳情如下：

| 全月通                     | 原價          | 優惠價        |
| -------------------------- | ------------- | ------------- |
| 全月通1 上水／烏溪沙－尖東 | HK$485→HK$495 | HK$400→HK$410 |
| 全月通2 屯門－南昌         | HK$515→HK$525 | HK$400→HK$410 |
| 全月通3 屯門－紅磡         | HK$600→HK$615 | HK$505→HK$515 |
| 全月通4 東涌－南昌         | HK$405→HK$415 | —             |
| 全月通5 東涌－香港         | HK$635→HK$650 | —             |

2024年
- 6月24日：由當日起購買或續購「全月通」調整售價，詳情如下：

| 全月通                     | 原價          | 優惠價        |
| -------------------------- | ------------- | ------------- |
| 全月通1 上水／烏溪沙－尖東 | HK$495→HK$510 | HK$410→HK$425 |
| 全月通2 屯門－南昌         | HK$525→HK$545 | HK$410→HK$425 |
| 全月通3 屯門－紅磡         | HK$615→HK$635 | HK$515→HK$535 |
| 全月通4 東涌－南昌         | HK$415→HK$430 | —             |
| 全月通5 東涌－香港         | HK$650→HK$675 | —             |

凡購買或續購2024年7月至9月的全月通，可獲HK$50折扣優惠。
2025年
- 7月7日：全月通2（屯門－南昌）及全月通3（屯門－紅磡）的新界區專線小巴95K線轉乘優惠取消（原有八達通特別$2.8轉乘優惠亦於同日起終止，改由一般$0.5轉乘優惠取代）。

## 註解及參考資料
1. ↑  折扣不適用於機場快綫、東鐵綫頭等額外費，以及往來羅湖站及落馬洲站的車程，該折扣同時不適用於使用「上水／烏溪沙－尖東全月通加強版」往來馬場站的車程
2. ↑  於前一個月以優惠價HK$425（HK$375）購買「全月通1（上水／烏溪沙－尖東）」的乘客可繼續以此優惠價購買下個月之「全月通1（上水／烏溪沙－尖東）」
3. 1 2  可以憑本項車票乘搭頭等，但須繳付頭等額外費，費用相當於該程東鐵綫的普通等車費；若該程不涉及東鐵綫，但曾使用已獲「頭等確認」的八達通乘車，其「頭等額外費」則相等於東鐵綫車程的普通等最低車費
4. 1 2 3 4  金鐘站、會展站、羅湖站、落馬洲站及馬場站除外
5. 1 2 3  不包括尖沙咀站
6. 1 2 3  不適用於星期日及公眾假期乘搭九龍巴士K12線
7. 1 2  於前一個月以優惠價HK$425（HK$375）購買「全月通2（屯門－南昌）」或HK$535（HK$485）購買「全月通3（屯門－紅磡）」的乘客可繼續以上述優惠價購買下個月之「全月通2（屯門－南昌）」或「全月通3（屯門－紅磡）」
8. 1 2  免費服務包括K52A線全程收費；惟不包括K73P線（已停辦）
9. 1 2 3 4  不包括迪士尼站
10. ↑  「全月通2（屯門－南昌）」及「全月通3（屯門－紅磡）」互轉新界區專線小巴95K線則可享免費轉乘
11. ↑  包括已繳付東鐵綫頭等額外費的乘客，但不包括連接車程75折優惠
12. ↑  指定轉綫車站如下：
全月通1（上水／烏溪沙－尖東）：鑽石山站、九龍塘站、何文田站及尖沙咀站／尖東站
全月通2（屯門－南昌）：美孚站及南昌站
全月通3（屯門－紅磡）：美孚站、南昌站、尖沙咀站／尖東站及紅磡站
全月通4（東涌－南昌）：欣澳站、荔景站及南昌站
全月通5（東涌－香港）：欣澳站、荔景站、南昌站及香港站／中環站
13. ↑  西鐵「全月通推廣計劃延至年底 （页面存档备份，存于），2004年8月23日
14. ↑  香港電台中文新聞頻道[永久]
15. ↑  優惠價只適用於2010年6月或之前以HK$300購買「上水－尖東全月通」，並須於2010年7月起無間斷使用同一張八達通以HK$315續購「上水－尖東全月通」
16. 1 2  優惠價只適用於2010年6月或之前以HK$300購買「屯門－南昌全月通」或以HK$370購買「屯門－紅磡全月通」，並須於2010年7月起無間斷使用同一張八達通以HK$315續購「屯門－南昌全月通」或以HK$390續購「屯門－紅磡全月通」
17. ↑  優惠價只適用於2011年6月或之前以HK$315購買「上水－尖東全月通」，並須於2011年7月起無間斷使用同一張八達通以HK$330續購「上水－尖東全月通」
18. 1 2  優惠價只適用於2011年6月或之前以HK$315購買「屯門－南昌全月通」或以HK$390購買「屯門－紅磡全月通」，並須於2011年7月起無間斷使用同一張八達通以HK$330續購「屯門－南昌全月通」或以HK$410續購「屯門－紅磡全月通」
19. ↑  優惠價只適用於2012年6月或之前以HK$330購買「上水－尖東全月通」，並須於2012年7月起無間斷使用同一張八達通以HK$345續購「上水－尖東全月通」
20. 1 2  優惠價只適用於2012年6月或之前以HK$330購買「屯門－南昌全月通」或以HK$410購買「屯門－紅磡全月通」，並須於2012年7月起無間斷使用同一張八達通以HK$345續購「屯門－南昌全月通」或以HK$430續購「屯門－紅磡全月通」
21. ↑  優惠價只適用於2013年6月或之前以HK$345購買「上水－尖東全月通」，並須於2013年7月起無間斷使用同一張八達通以HK$355續購「上水－尖東全月通加強版」
22. 1 2  優惠價只適用於2013年6月或之前以HK$345購買「屯門－南昌全月通」或以HK$430購買「屯門－紅磡全月通」，並須於2013年7月起無間斷使用同一張八達通以HK$355續購「屯門－南昌全月通加強版」或以HK$440續購「屯門－紅磡全月通加強版」
23. ↑  優惠價只適用於2014年6月或之前以HK$355購買「上水－尖東全月通加強版」，並須於2014年7月起無間斷使用同一張八達通以HK$365續購「上水－尖東全月通加強版」
24. 1 2  優惠價只適用於2014年6月或之前以HK$355購買「屯門－南昌全月通加強版」或以HK$440購買「屯門－紅磡全月通加強版」，並須於2014年7月起無間斷使用同一張八達通以HK$365續購「屯門－南昌全月通加強版」或以HK$455續購「屯門－紅磡全月通加強版」
25. ↑  優惠價只適用於2015年6月或之前以HK$365購買「上水－尖東全月通加強版」，並須於2015年7月起無間斷使用同一張八達通以HK$380續購「上水－尖東全月通加強版」
26. 1 2  優惠價只適用於2015年6月或之前以HK$365購買「屯門－南昌全月通加強版」或以HK$455購買「屯門－紅磡全月通加強版」，並須於2015年7月起無間斷使用同一張八達通以HK$380續購「屯門－南昌全月通加強版」或以HK$475續購「屯門－紅磡全月通加強版」
27. ↑  優惠價只適用於2016年6月或之前以HK$380購買「上水－尖東全月通加強版」，並須於2016年7月起無間斷使用同一張八達通以HK$390續購「上水－尖東全月通加強版」
28. 1 2  優惠價只適用於2016年6月或之前以HK$380購買「屯門－南昌全月通加強版」或以HK$475購買「屯門－紅磡全月通加強版」，並須於2016年7月起無間斷使用同一張八達通以HK$390續購「屯門－南昌全月通加強版」或以HK$490續購「屯門－紅磡全月通加強版」
29. ↑  九龍巴士（一九三三）有限公司，〈267S路線取消 （页面存档备份，存于）〉［乘客通告］，2016年10月25日。
30. ↑  優惠價只適用於2018年12月或之前以HK$390購買「上水／烏溪沙－尖東全月通加強版」，並須於2019年1月起無間斷使用同一張八達通以HK$400續購「上水／烏溪沙－尖東全月通加強版」
31. 1 2  優惠價只適用於2018年6月或之前以HK$390購買「屯門－南昌全月通加強版」或以HK$490購買「屯門－紅磡全月通加強版」，並須於2019年1月起無間斷使用同一張八達通以HK$400續購「屯門－南昌全月通加強版」或以HK$505續購「屯門－紅磡全月通加強版」
32. ↑  優惠價只適用於2020年6月或之前以HK$400購買「上水／烏溪沙－尖東全月通加強版」，並須於2020年7月起無間斷使用同一張八達通以HK$300續購「上水／烏溪沙－尖東全月通加強版」
33. 1 2  優惠價只適用於2020年6月或之前以HK$400購買「屯門－南昌全月通加強版」或以HK$505購買「屯門－紅磡全月通加強版」，並須於2020年7月起無間斷使用同一張八達通以HK$300續購「屯門－南昌全月通加強版」或以HK$405續購「屯門－紅磡全月通加強版」
34. ↑  優惠價只適用於2021年6月或之前以HK$300購買「上水／烏溪沙－尖東全月通加強版」，並須於2021年7月起無間斷使用同一張八達通以HK$350續購「上水／烏溪沙－尖東全月通加強版」
35. 1 2  優惠價只適用於2021年6月或之前以HK$300購買「屯門－南昌全月通加強版」或以HK$405購買「屯門－紅磡全月通加強版」，並須於2021年7月起無間斷使用同一張八達通以HK$350續購「屯門－南昌全月通加強版」或以HK$455續購「屯門－紅磡全月通加強版」
36. ↑  優惠價只適用於2023年6月或之前以HK$400購買全月通1（上水／烏溪沙－尖東），並須於2023年7月起無間斷使用同一張八達通以HK$410續購全月通1（上水／烏溪沙－尖東）
37. 1 2  優惠價只適用於2023年6月或之前以HK$400購買全月通2（屯門－南昌）或以HK$505購買全月通3（屯門－紅磡），並須於2023年7月起無間斷使用同一張八達通以HK$410續購全月通2（屯門－南昌）或以HK$515續購全月通3（屯門－紅磡）
38. ↑  優惠價只適用於2024年6月或之前以HK$410購買全月通1（上水／烏溪沙－尖東），並須於2024年7月起無間斷使用同一張八達通以HK$425續購全月通1（上水／烏溪沙－尖東）
39. 1 2  優惠價只適用於2024年6月或之前以HK$410購買全月通2（屯門－南昌）或以HK$515購買全月通3（屯門－紅磡），並須於2023年7月起無間斷使用同一張八達通以HK$425續購全月通2（屯門－南昌）或以HK$535續購全月通3（屯門－紅磡）

## 外部連結
- 主頁 > 車票及車費 > 常客車票計劃 > 全月通（页面存档备份，存于）
- 全月通－宣傳單張 (PDF)（页面存档备份，存于）
- 乘搭指定九巴早晨路線及班次 毋須額外繳付車資（页面存档备份，存于）
- 精搭細算 - 長途篇（MTR Hong Kong Youtube）（页面存档备份，存于）
- . 九廣鐵路公司. 2005年12月23日  [2009-08-06]. （原始内容存档于2006年1月5日） （中文（香港））.